# Središnja i Istočna Hrvatska
Središnja i Istočna Hrvatska je jedno od tri statistička područja Hrvatske koje je u suradnji s Eurostatom odredio Državni zavod za statistiku. 
U Središnju i Istočnu Hrvatsku spadaju ove županije:
1. Bjelovarsko-bilogorska županija
2. Virovitičko-podravska županija
3. Požeško-slavonska županija
4. Brodsko-posavska županija
5. Osječko-baranjska županija
6. Vukovarsko-srijemska županija
7. Karlovačka županija
8. Sisačko-moslavačka županija